# Хронологија ФНРЈ и КПЈ децембар 1950.
Хронолошки преглед важнијих догађаја везаних за друштвено-политичка дешавања у Федеративној Народној Републици Југославији (ФНРЈ) и деловање Комунистичке партије Југославије (КПЈ), као и општа политичка, друштвена, спортска и културна дешавања која су се догодила у току децембра месеца 1950. године.

## Догађаји

### 3. децембар
- У Народној Републици Босни и Херцеговини одржани избори за народне посланике Народне скупштине. На изборима је гласало 1.257.313 бирача или 97% од уписаних бирача. За кандидате Народог фронта Босне и Херцеговине гласало је 1.238.528 гласача (98,5%), док је за „кутију без листе” гласало 18.780 (1,5%).[1][2][3]

### 20. децембар
- У Сарајеву одржана конститутивна седница Народне скупштине НР Босне и Херцеговине другог сазива, која је изабрана на изборима 3. децембра. На заседању наредног дана изабран је нови сазив Президијума Народне скупштине, чији је председник био Владо Шегрт, док је за председника Народне скупштине изабран дотадашњи председник Богомир Брајковић.[4]